# Гребле, Адольф
Адо́льф Ива́нович Гре́бле (латыш. Ādolfs Greble; 10 октября 1902, Рига — 30 марта 1943, Рудничный) — латвийский футболист, вратарь, игрок национальной сборной Латвии, участник летних Олимпийских игр 1924 года.

## Биография
Свою футбольную карьеру Адольф Гребле начал в 1922 году в рядах коллектива «Латвияс Спорта биедриба», а в 1923 году он сыграл свой первый матч за сборную Латвии. В 1924 году Адольф Гребле вместе со сборной отправился на Игры VIII Олимпиады, но в единственном матче против сборной Франции (0:7) он так и не сыграл.
В начале 1925 года Адольф Гребле был призван на службу в дивизию тяжёлой артиллерии, а также этот год он играл за «Яунеклю кристига савиениба». В 1926 году Адольф Гребле вернулся в «Латвияс Спорта биедриба» и играл в ней вплоть до окончания карьеры.
В 1930-х годах Адольф Гребле занимался судейством футбольных матчей, а также был первым ответственным редактором газеты «Спорта Пасауле» (латыш. «Sporta Pasaule»). В апреле 1940 года он стал главным тренером команды «Латвияс Спорта биедриба».
В июле 1940 года, вскоре после ввода советских войск в Латвию, Адольф Гребле был арестован на месте своей работы в Лиепае. В 1941 году ему, как «социально опасному элементу», присудили 8 лет лишения свободы; 9 ноября того же года был переведён из Кирова в Вятлаг. Умер Адольф Гребле 30 марта 1943 года в посёлке Рудничный Кировской области.

## Достижения
- Бронзовый призёр чемпионата Латвии: 1927, 1928.
- Обладатель Кубка Риги (1): 1926.